# Melipotis famelica
Melipotis famelica là một loài bướm đêm trong họ Erebidae.